# باتريس كولورس
باتريس كولورس (بالإنجليزية: Patrisse Cullors)‏ (مواليد 20 يونيو 1983)، فنانة وناشطة أمريكية ومؤسسة مشاركة لحركة حياة السود مهمة (بالإنجليزية: Black Lives Matter). تشمل الموضوعات الأخرى التي تدافع عنها باتريس، إلغاء السجون في لوس أنجلوس وحقوق مجتمع الميم. تدمج باتريس الأفكار النظرية النقدية (مدرسة فرانكفورت) مع الحركات الاجتماعية حول العالم في نشاطها.

## أولى سنوات حياته وتعليمه
وُلدت باتريس في لوس أنجلوس، كاليفورنيا ونشأت في باكويما، وهو حي فقير في وادي سان فيرناندو. أصبحت ناشطة في وقت مبكر من حياتها، وانضمت إلى اتحاد راكبي الحافلات (BRU) في سن المراهقة، وحضرت برنامج تنظيم لمدة سنة بقيادة مركز استراتيجيات مجتمع العمل (الذي نظم اتحاد BRU). تعرفت على الثوار والنظريات النقدية والحركات الاجتماعية المختلفة والقادمة من جميع أنحاء العالم أثناء ممارستها لهذه الأنشطة.
تذكر باتريس أنها أُجبرت على ترك منزلها في سن السادسة عشرة عندما كشفت عن هويتها الغريبة (كوير) لوالديها. كانت تابعة لشهود يهوه عندما كانت طفلة، لكنها أصيبت بخيبة أمل من الكنيسة فيما بعد. طورت اهتمامًا بالتقاليد الدينية اليوروبية النيجيرية لإفا، إذ دمجت طقوسها مع أحداث الاحتجاجات السياسية في البلاد. أخبرت أحد المحاورين في عام 2015 أن «للبحث عن الروحانية علاقة كبيرة بمحاولة السعي لفهم ظروفي - كيف تشكل هذه الظروف في حياتي اليومية شخصيتي وكيف أفهمها كجزء من معركة أكبر، معركة من أجل حياتي». حصلت لاحقًا على درجة علمية في الدين والفلسفة من جامعة كاليفورنيا في لوس أنجلوس. كما حصلت على درجة الماجستير في الفنون الجميلة من جامعة كاليفورنيا الجنوبية.

## مهنتها
درّست باتريس في كلية أوتيس للفنون والتصميم تحت برنامج الممارسة العامة. كما أنها تُدرِّس إلى الآن طلاب ماجستير الآداب في قسم العدالة الاجتماعية وتنظيم المجتمع في كلية بريسكوت.

### حركة حياة السود مهمة
جنبًا إلى جنب مع أعضاء التنظيم المجتمعي وأصدقائها أليسيا غارزا وأوبال تومتي، أسست باتريس الحركة المسماة بـ «حياة السود مهمة». بدأ الثلاثة الحركة بسبب إحباطهم من تبرئة جورج زيمرمان بعد إطلاقه النار على تريفون مارتن. أنشأت باتريس هاشتاغ #BlackLivesMatter في عام 2013 لتأكيد ما استخدمته غارزا في منشورها على الفيسبوك لهذه العبارة حول قضية مارتن. وصفت باتريس بالإضافة إلى ذلك دافعها الثاني للدفاع عن حقوق الأمريكيين الأفارقة، إذ تعرض شقيقها البالغ من العمر 19 عامًا لمعاملة وحشية أثناء سجنه في سجون مقاطعة لوس أنجلوس.
نسبت باتريس الفضل لنجاح الحملة وسائل التواصل الاجتماعي التي كانت مفيدة في الكشف عن العنف ضد الأمريكيين الأفارقة، قائلة: «على أساس يومي، وفي كل لحظة، يُقصف السود بوابل من صور موتنا. ويقول ذلك حرفيًا، (أيها السود، قد تكون أنت التالي. ستكون أنت التالي، لكن في الإدراك المتأخر سيكون ذلك أفضل لأمتنا، فكلما كان نوعنا أقل، كلما كنا أكثر أمانًا».
قالت في عام 2017، أن الحركة لن تجتمع مع رئيس الولايات المتحدة دونالد ترامب تمامًا كما لم تكن لتلتقي بأدولف هتلر، لأن ترامب «هو حرفيًا مثال للشر، كل شرور هذا البلد - سواء كانت العنصرية، الرأسمالية والتمييز الجنسي ورهاب المثلية».